# Ferran Latorre

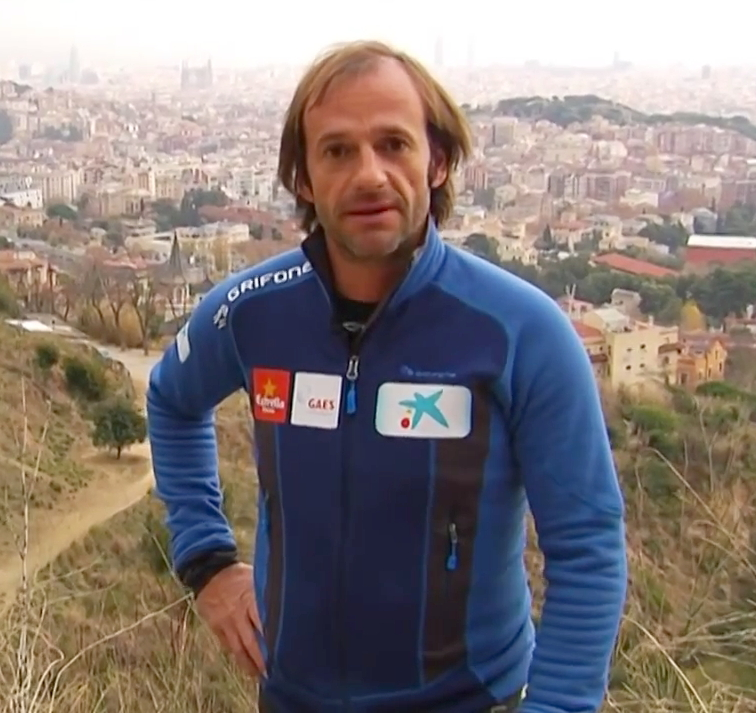
Ferran Latorre

Ferrán Latorre Torres (* 18. Oktober 1970 in Barcelona) ist ein spanischer Extrembergsteiger. Er hat alle 14 Achttausender bestiegen.

## Besteigungschronologie
- 1999: Annapurna
- 2005: Shishapangma
- 2007: Broad Peak
- 2008: Dhaulagiri
- 2008: Manaslu
- 2009: Kangchendzönga
- 2012: Gasherbrum II
- 2013: Lhotse
- 2013: Cho Oyu
- 2014: K2
- 2015: Hidden Peak
- 2016: Makalu
- 2016: Nanga Parbat
- 2017: Mount Everest